# Dapalis
Dapalis es un género extinto de peces acantópteros prehistóricos del orden Perciformes. Este género marino fue descrito científicamente por Gistl en 1848.

## Especies
Clasificación del género Dapalis:
- † Dapalis Gistl 1848
  - † Dapalis angustus Reichenbacher & Weidmann 1992
  - † Dapalis antipodus Schwarzhans 1980
  - † Dapalis bartensteini Malz 1978
  - † Dapalis bhatiai Rana 1996
  - † Dapalis buffetauti Rana 1996
  - † Dapalis cappadocensi Menzel & Becker-Platen 1981
  - † Dapalis carinatus Stinton & Kissling 1968
  - † Dapalis curvirostris
  - † Dapalis formosus
  - † Dapalis macrurus